# Quart de les Valls

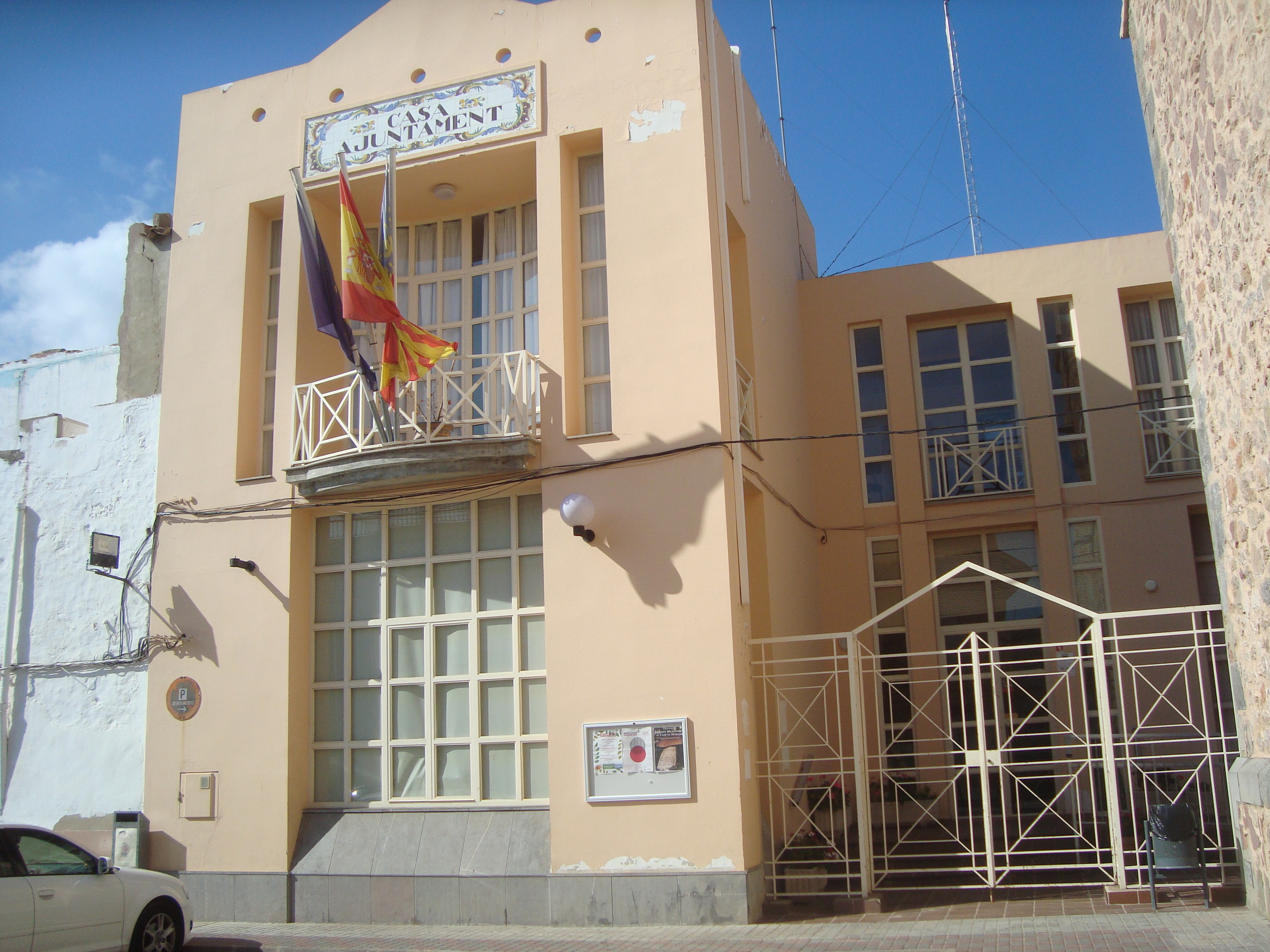
Ajuntament de Quart de les Valls

Quart de les Valls, en valencien et officiellement, (Cuart de les Valls en castillan), est une commune d'Espagne de la province de Valence dans la Communauté valencienne. Elle est située dans la comarque du Camp de Morvedre et dans la zone à prédominance linguistique valencienne.

## Géographie

Localisation de Quart de les Valls
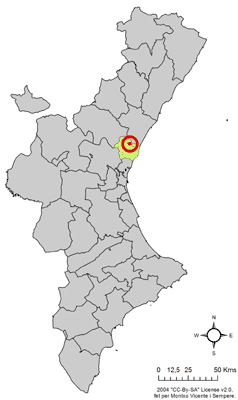
dans la Communauté valencienne.
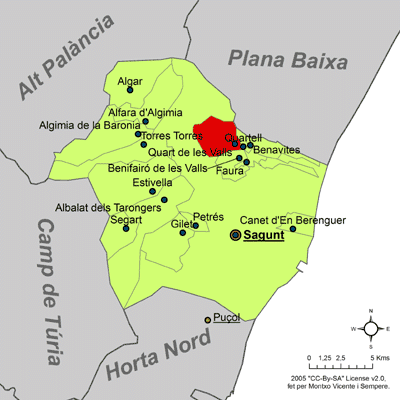
dans la comarque du Camp de Morvedre.

Le climat est de type méditerranéen.

### Localités limitrophes
La commune de Quart de les Valls est voisine des communes suivantes :
Sagonte, Benifairó de les Valls, Faura et Quartell toutes dans la province de Valence et Almenara de la province de Castellón.

## Histoire
L'occupation du territoire remonte à l'âge du bronze. Dans la Grotte de la Collita, on a trouvé des céramiques faites à la main, des objets en pierre et un poinçon en os, de cette époque. Dans la ferme de Rugama (Benavites), on conserve trois pierres avec une inscription latine, comme il est courant dans toute la zone qui à l'époque romaine, était sous l'influence de Sagonte.
Le Cid Campéador installa dans ce lieu son campement de base pour la prise de Almenara.
Après la Conquête du Roi Jacques Ier, le village a fait partie du Comté d'Almenara, aux mains de la famille Próxita, jusqu'à l'abolition des Seigneuries au XIXe siècle.

## Démographie
| 1990  | 1992  | 1994  | 1996  | 1998  |
| ----- | ----- | ----- | ----- | ----- |
| 5 090 | 5 042 | 5 081 | 5 018 | 5 001 |

| 2000  | 2002  | 2004  | 2005  | 2007  |
| ----- | ----- | ----- | ----- | ----- |
| 4 912 | 5 016 | 5 045 | 5 069 | 5 440 |

## Administration
| Liste des Maires |                              |           |         |
| Période          | Identité                     | Parti     | Qualité |
| 1979-1983        | Vicente Morales Canelles     | PSPV-PSOE | -       |
| 1983-1987        | Josep Vicent Pastor Casanova | PSPV-PSOE | -       |
| 1987-1991        | Josep Vicent Pastor Casanova | PSPV-PSOE | -       |
| 1991-1995        | José Luis Argamasilla        | IU        | -       |
| 1995-1999        | José Luis Argamasilla        | IU        | -       |
| 1999-2003        | Vicente Gil Olmedo           | PSPV-PSOE |         |
| 2003-2007        | Vicente Gil Olmedo           | PSPV-PSOE |         |
| 2007-            | Vicente Gil Olmedo           | PSPV-PSOE | -       |

## Économie

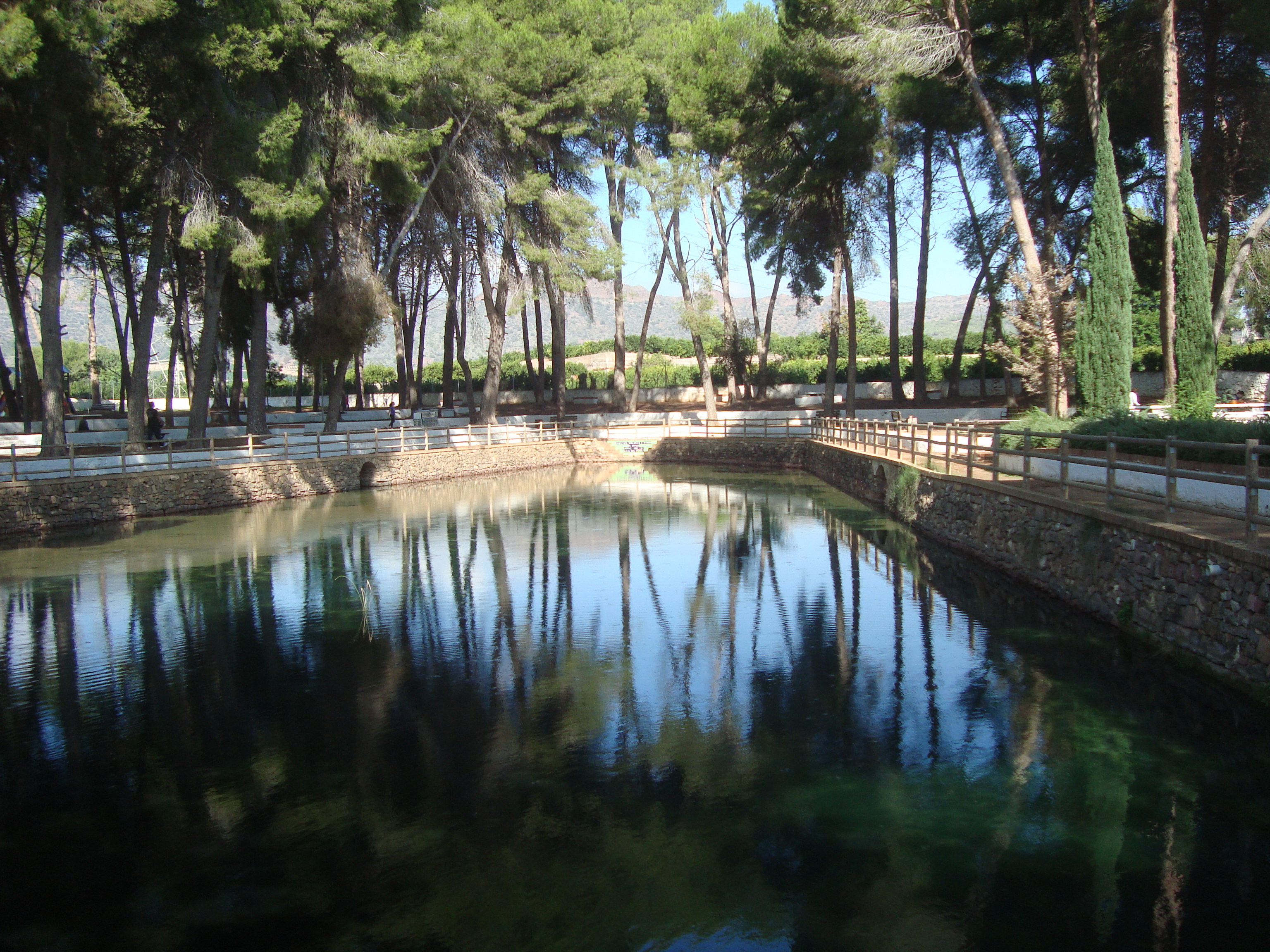
Font de Quart (Quart de les Valls, València)

Basée traditionnellement sur l'agriculture. Les cultures de terrain sec occupent 350 Ha, produisant olives, amandes et divers fruits. Les terres irriguées sont consacrées à la culture des orangers.

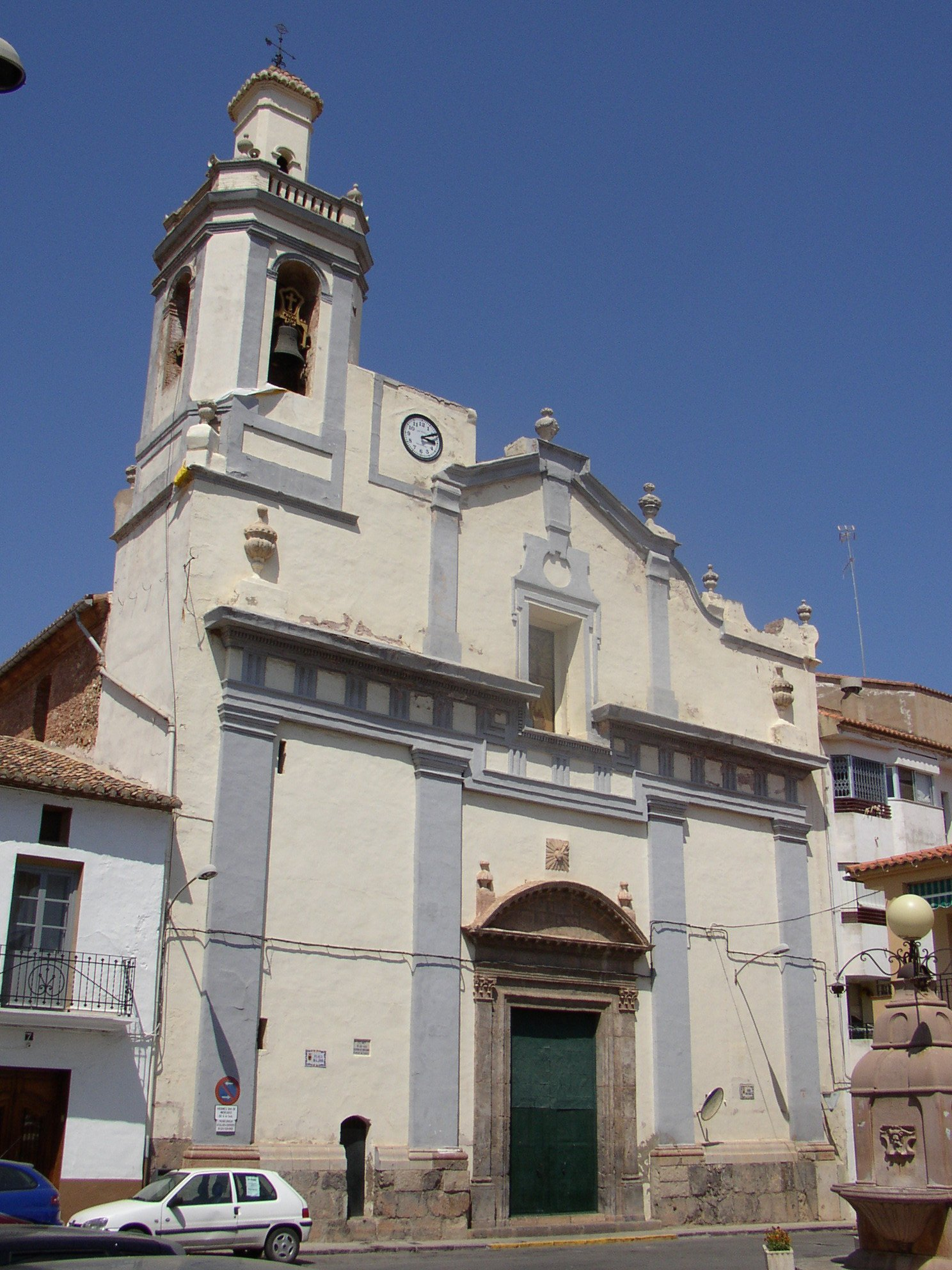
Église paroissiale de Sant Miquel Arcàngel.

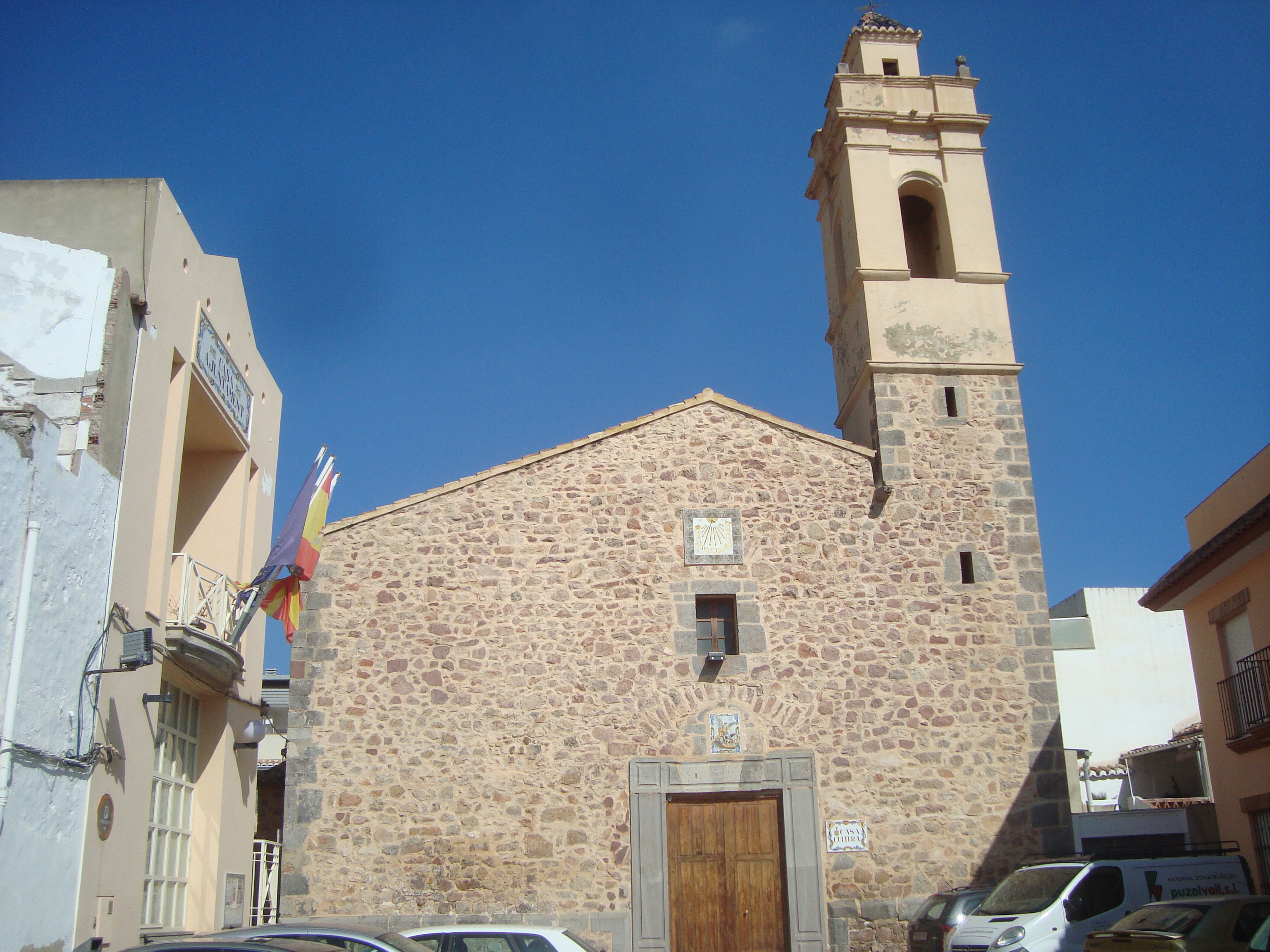
Sant Miquel Arcàngel (Quart de les Valls)

## Patrimoine
- Église de San Miguel Arcángel. Elle est dédiée à Saint Michel Archange; elle est devenue  paroisse en 1535, l'édifice étant reconstruit un siècle plus tard. Ensuite, étant donné sa petite dimension et son mauvais état de conservation, on a utilisé comme édifice paroissial l'église du couvent, édifié au XVIIIe siècle. Il y a une chapelle où est conservée un tableau trouvé en 1649, mais détruit lors de la Guerre civile espagnole, connu sous le nom de la Virgen del Pópulo, patronne du village.

- Casa de la Cultura, ancienne église du village que date du XVe siècle.

- Fuente de Cuart, (Fontaine de Cuart) lieu naturel d'une grande beauté, formé par un grand lac d'eaux cristallines provenant de la source appelée 'L'Ullal del Poble' ainsi que d'eaux souterraines qui affleurent au fond du lac.

## Fêtes Patronales
Elles commencent tous les ans le troisième samedi de septembre, pour finir le quatrième dimanche de mois. Elles sont dédiées à San Miguel Arcangel, à la Virgen del Pópulo et au Cristo de la Agonía.

## Notes et références

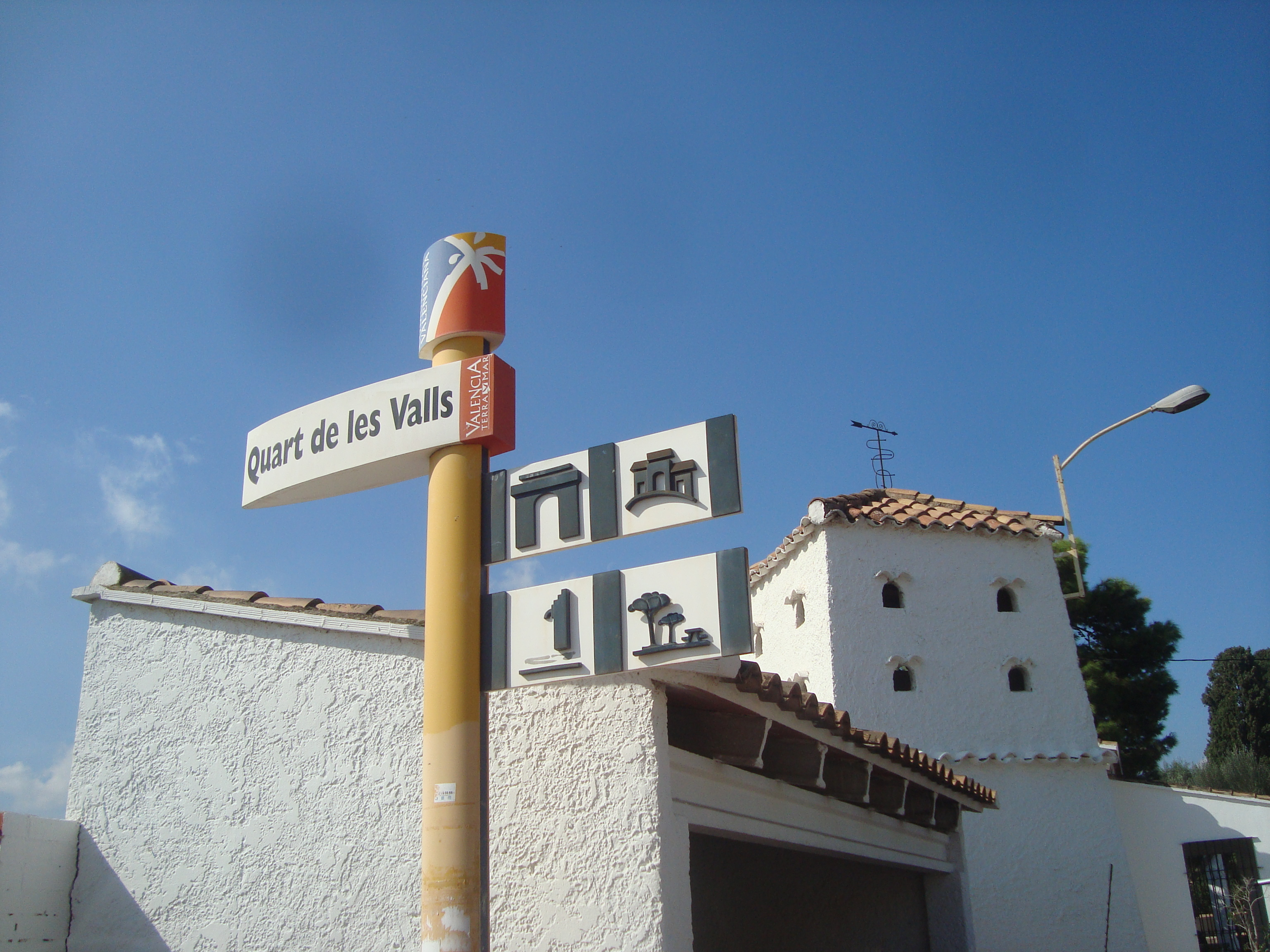
Cartell, Quart de les Valls (València)

### Sources
- (es) Varaciones de los municipios de España desde 1842, Ministerio de administraciones públicas, octobre 2008, 364 p. (lire en ligne) [PDF]